# 卡拉群岛

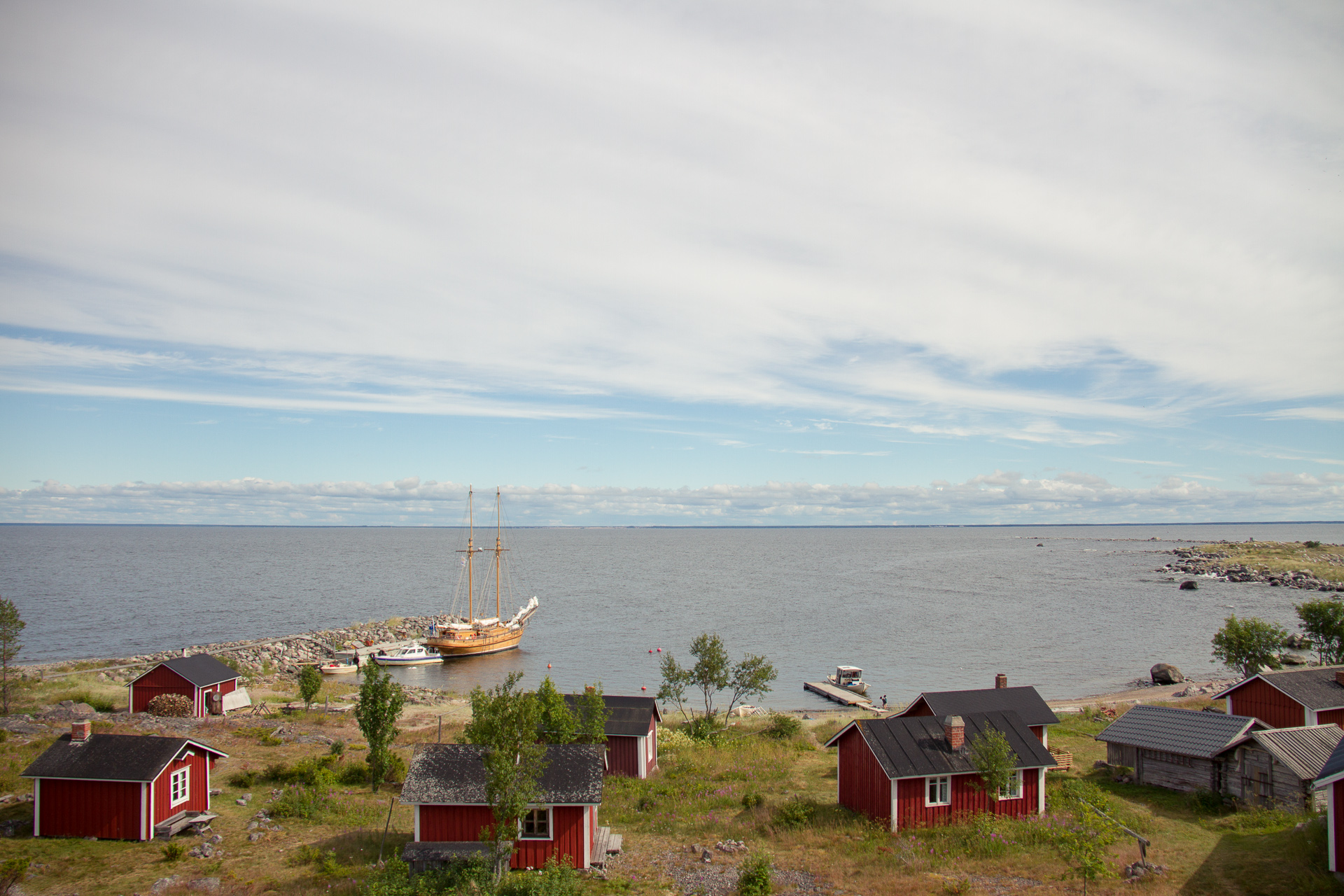
从马卡拉灯塔眺望东南方向

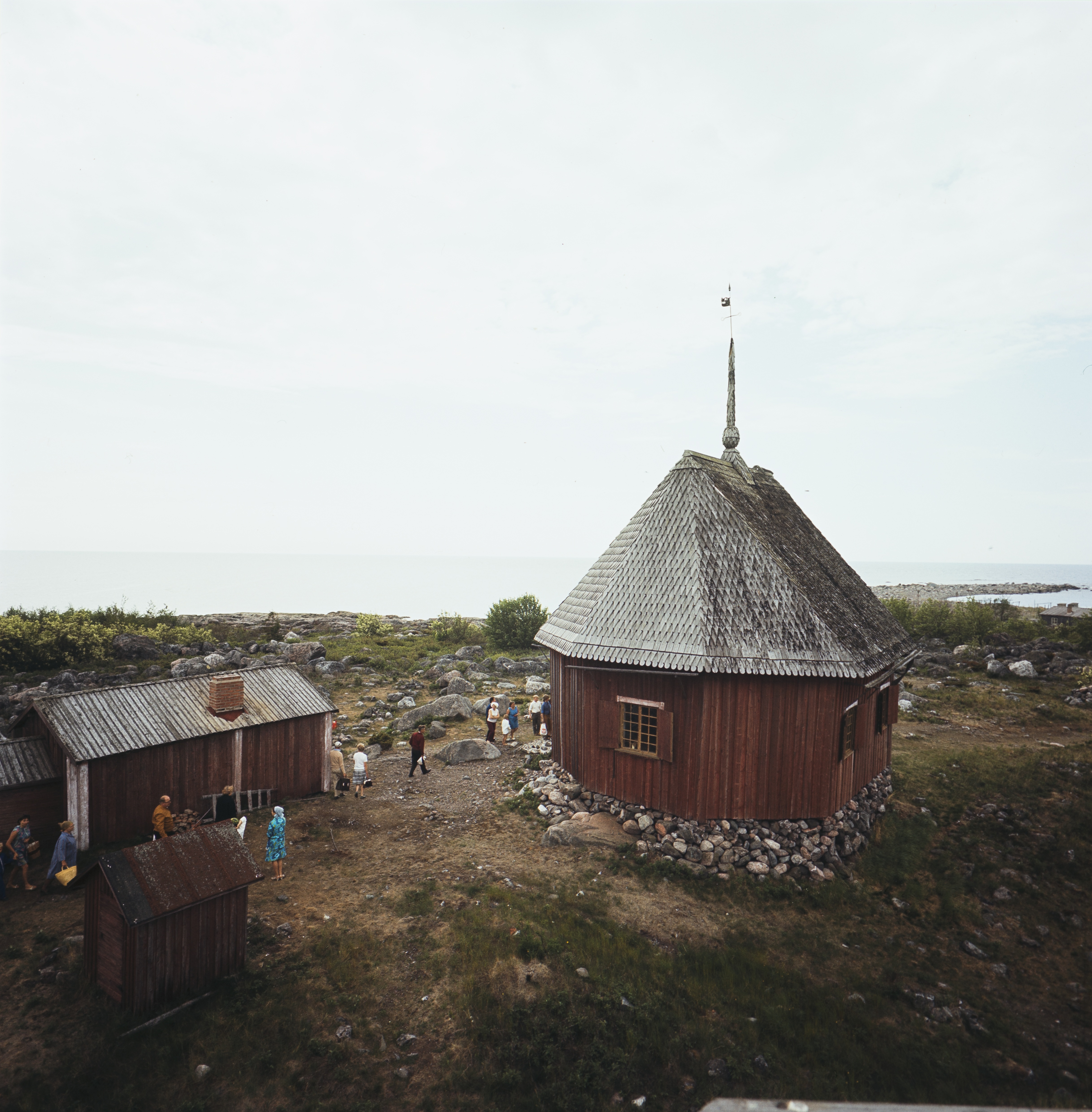
马卡拉教堂

卡拉群岛（芬蘭語：Kallankarit）是由位于芬兰北波赫扬马区佩赖海里的两个岛屿马卡拉岛（Maakalla）和外卡拉岛（Ulkokalla）组成的群岛。在行政上属于卡拉約基市镇，离大陆有16公里。
每年大约有四五千游客造访马卡拉岛及其渔村。

## 自治
除了其自然风景之外，卡拉群岛的特别之处在于其自治地位，群岛上的“最高决策和司法权”由群岛的公民会议行使。1771年瑞典国王阿道夫·弗雷德里克把自治权授予当地渔民。公民会议在每年最接近7月25日的星期天举行。芬兰测量局宣称该群岛由芬兰政府拥有，但据皇家法令马卡拉的管理权转交给当地渔民。但是在法律上卡拉群岛并不像奥兰群岛那样为芬兰的自治社区或机构。

## 景点
- 马卡拉教堂
- 捕鱼博物馆
- 外卡拉岛上的灯塔